# Ostekke
Ostekke (stilisiert OsTEKKe, bürgerlich Noah Strebe) ist ein deutscher DJ und Musikproduzent.

## Biografie
Ostekke kam nach eigener Angabe 2003 in Jena zur Welt. Der Künstlername bezieht sich auf den Musikstil Tekk, in dem die meisten Werke des Thüringer Musikers zu verorten sind. Nachdem Ostekke, ihm zufolge ab dem Alter von 15 Jahren, einige Jahre als DJ aufgetreten war, veröffentlicht er seit 2021 eigene Lieder und Remixe. Als erste inoffizielle Veröffentlichung erschien Anfang des Jahres Tanz in den Sommer über SoundCloud. Im Mai 2021 folgte ein Remix von Another Love, der im September 2022 Chartplatzierungen in Deutschland und Österreich erreichte. Im August 2022 brachte er mit Underworld die erste offizielle Single heraus. Noch im selben Monat wurde auch der Remix von Another Love als Single veröffentlicht. Im Unterschied zur Soundcloud-Version fehlen in der Single-Version allerdings die Samples aus den Filmen Creed – Rocky’s Legacy und The Fast and the Furious: Tokyo Drift in Intro, Bridge und Outro. Im September desselben Jahres erfolgte eine Neuveröffentlichung durch die Sony-Tochter Cheeky Records. Ostekke gab an, in der Nähe von Weimar zu leben.

## Diskografie
Singles
- 2022: Underworld
- 2022: Another Love
- 2023: Planet
- 2023: All About You (mit EntzugszKlinique & ScubaPro)
- 2023: Young and Wild (mit Marnik)
- 2023: Girl You Know It’s True (Remix) (mit Carpoolboys & Milli Vanilli)
- 2024: Farewell